# Rocket Internet
Rocket Internet SE er en tysk internetvirksomhed, der laver startups indenfor internethandel og ejer andele i forskellige internethandelsvirksomheder. De har hovedkvarter i Berlin. Virksomheden kendes som en venture builder.